# Provinzial Versicherung
Die Provinzial Versicherung in der Rechtsform einer Aktiengesellschaft mit Sitz in Düsseldorf ist der größte Schaden- und Unfallversicherer der Münsteraner Provinzial Gruppe und arbeitet mit rund 1070 Geschäftsstellen und 97 im Versicherungsgeschäft aktiven Sparkassen in Nordrhein-Westfalen und Rheinland-Pfalz zusammen. Das Unternehmen ist Rechtsnachfolgerin von Provinzial Rheinland und Westfälischer Provinzial. 2021 beschäftige es durchschnittlich 3.710 Mitarbeiter und erzielte gebuchte Bruttobeiträge im Gesamtvolumen von rund 2,898 Milliarden Euro. Zu ihren Kunden zählen neben Privatpersonen, Gewerbe- und Industriebetrieben auch Institutionen und Landwirte.

## Geschichte

### Gründung
Am 4. September 2018 gaben die Anteilseigner der Provinzial Rheinland und der Provinzial NordWest eine gemeinsame Erklärung über ein mögliches Zusammengehen ab.
Die Fusion wurde am 31. August 2020 mit der Eintragung ins Handelsregister rückwirkend zum 1. Januar 2020 rechtswirksam und die neue Provinzial Versicherungsgruppe unter der Führung der Provinzial Holding gebildet. Nach der Fusion schlossen sich, nach Maßgabe des Verschmelzungsvertrages, mit der Provinzial Rheinland Versicherung als übernehmender Rechtsträger (ehemals Tochtergesellschaft der Provinzial Rheinland) und der Westfälischen Provinzial Versicherung (ehemals Tochtergesellschaft der Provinzial NordWest) 2021 die beiden größten Schaden- und Unfallversicherer des Konzerns zur Provinzial Versicherung zusammen.

### Flutkatastrophe 2021
2021 verursachte die Flutkatastrophe in Nordrhein-Westfalen und Rheinland-Pfalz das größte Schadenereignis für die Provinzial Gruppe.
{\displaystyle \rightarrow }Siehe dazu: Flutkatastrophe 2021
Ein Großteil der gemeldeten Schäden entfiel auf die Sachversicherung, insbesondere auf die Gebäude- und Hausratversicherung. Somit hatte sich für die Provinzial Versicherung bei moderat gestiegenen Bruttoeinnahmen der Bruttoschadenaufwand von 515 Millionen auf 1.448 Millionen Euro fast verdreifacht. Innerhalb der Branche der verbundenen Wohngebäudeversicherung kam die Provinzial Versicherung in dem Jahr auf die höchste Schadensquote von über 200 Prozent, da das Unternehmen durch die starke Betroffenheit ihres Geschäftsgebiets besonders belastet wurde.

## Unternehmensstruktur
Die Provinzial Versicherung AG ist ein operativ tätiges Versicherungsunternehmen und Vermittler der Provinzial Gruppe. Zu ihren Kunden zählen neben Privatpersonen, Gewerbe- und Industriebetrieben auch Institutionen und Landwirte. 2021 beschäftige es 3.710 Mitarbeiter und erzielte gebuchte Bruttobeiträge im Gesamtvolumen von rund 2,898 Milliarden Euro. Wolfgang Breuer ist Vorstandsvorsitzender und Patric Fedlmeier stellvertretender Vorstandsvorsitzender der Provinzial Versicherung. An folgenden Unternehmen ist die Provinzial Versicherung unmittelbar beteiligt (Stand 2021):
- ALBAG Dienstleistungsgesellschaft für die Wohnungswirtschaft mbH,
- Halle 11 GmbH,
- Immobilien-Gamma GmbH & Co. KG,
- PFB Provinzial-Feuer-Baubetreuungs-GmbH,
- PR Equity GmbH,
- ProKB Provinzial Rheinland Kapitalbeteiligungsgesellschaft mbH,
- ProSA-Feuer Beteiligungsgesellschaft mbH,
- ProTect Versicherung AG,
- proefa GmbH.

Zudem gehört die Sparkassen DirektVersicherung AG über die Provinzial Versicherung AG zu der Provinzial Gruppe. Die Sparkassen DirektVersicherung AG ist eine hundertprozentige Tochter der S-Direkt-Verwaltungs-GmbH & Co. KG, an der die Provinzial Versicherung AG zu 50,1 % mittelbar beteiligt ist.

## Marketing
Innerhalb ihres Geschäftsgebietes unterstützt die Provinzial Versicherung unter anderem aktiv die Arbeit der Freiwilligen Feuerwehren. Zudem engagiert sich das Unternehmen beim Düsseldorfer Karneval und übernimmt seit den 1980ern den Versicherungsschutz für den Rosenmontagszug. Mit dem Junioren-Förderpreis beim Turnier der Sieger zeichnet das Unternehmen Nachwuchsspringreiter aus. Die Provinzial unterstützt zusätzlich weitere regionale Projekte, unter anderem das schulische Präventionsprogramm Stark im MiteinanderN gemeinsam mit dem Jugendrotkreuz Westfalen-Lippe, der Schulpsychologischen Beratungsstelle der Stadt Münster und dem arbeitskreis soziale bildung und beratung.

### Kulturstiftung der Westfälischen Provinzial
Die Kulturstiftung der Westfälischen Provinzial Versicherung wurde 1997 anlässlich des 275-jährigen Unternehmensjubiläums der ehemaligen Westfälischen Provinzial Versicherung gegründet. Sie fördert Projekte in der Region Westfalen mit Schwerpunkt auf der Infrastruktur, dem Nachwuchs und regionalen Kulturprojekten. Im Bereich Musik fördert sie unter anderem durch die Bereitstellung von Mitteln zur Beschaffung von Musikinstrumenten und Notenmaterial sowie finanzielle Unterstützung bei der Aufführung bedeutender musikalischer Werke. Zudem schreibt die Stiftung seit 1998 einen Schülerzeitungswettbewerb aus, bei dem die besten Schülerzeitungen aus Westfalen gekürt werden.

### Kultur- und Sozialstiftung Provinzial Rheinland
Die Kultur- und Sozialstiftung der Provinzial Rheinland wurde im Jahr 2002 gegründet und fördert Projekte aus dem kulturellen und sozialen Bereich. 2011 wurde zum 175-jährigen Jubiläum der ehemaligen Provinzial Rheinland der Rheinische Provinzialpreis zum ersten Mal ausgelobt. Dabei werden Personen ausgezeichnet, die sich bei der Inklusion von Menschen mit Behinderungen sowie bei der Integration von Menschen mit Migrationshintergrund engagieren. Außerdem unterstützt die Stiftung das Projekt Therapeutisches Reiten des Landschaftsverbandes Rheinland.

## Veröffentlichungen
- Peter Borscheid: 275 Jahre Feuersozietäten in Westfalen. Vorsprung durch Erfahrung. 1722–1997. Westfälische Provinzial-Versicherungen (Hrsg.), Münster 1997.